# TNA Under Siege
Under Siege é um evento de luta profissional organizado pela Total Nonstop Action Wrestling. Desde a sua criação em 2021, é realizado anualmente durante o mês de maio.

## História
Desde abril de 2020, devido à pandemia de COVID-19 nos Estados Unidos, o Impact teve que apresentar a maior parte de sua programação a portas fechadas no Skyway Studios em Nashville, Tennessee. O evento inaugural do Under Siege ocorreu em 15 de maio de 2021, no Skyway Studios. Em 3 de junho de 2021, no Slammiversary, o Impact abriria as portas para a participação em seus próximos shows. O segundo evento Under Siege foi para uma multidão ao vivo, que aconteceu em 7 de maio de 2022, no Promowest Pavilion em Ovation, em Newport, Kentucky.

## Eventos
| 1                                                  | Under Siege (2021) | 15 de maio de 2021 | Nashville, Tennessee      | Skyway Studios                 | Chris Bey vs. Chris Sabin vs. Matt Cardona vs. Moose vs. Sami Callihan vs. Trey Miguel em uma luta six-way para determinar o desafiante número um pelo Campeonato Mundial do Impact | [ 1 ] |
| 2                                                  | Under Siege (2022) | 7 de maio de 2022  | Newport, Kentucky         | Pavilhão Promowest no Ovation  | Josh Alexander (c) vs. Tomohiro Ishii pelo Campeonato Mundial do Impact | [ 6 ] |
| 3                                                  | Under Siege (2023) | 26 de maio de 2023 | Londres, Ontário, Canadá  | Western Fair District Agriplex | Steve Maclin (c) vs. PCO em uma luta sem desqualificação pelo Campeonato Mundial do Impact                                                                                          | [ 7 ] |
| 4                                                  | Under Siege (2024) | 3 de maio de 2024  | Albany, Nova Iorque       | Washington Avenue Armory       | "Broken" Matt Hardy e Speedball Mountain (Trent Seven e Mike Bailey) vs. The System (Moose, Brian Myers e Eddie Edwards)                                                            | [ 8 ] |
| 5                                                  | Under Siege (2025) | 23 de maio de 2025 | Brampton, Ontário, Canadá | CAA Centre                     | Joe Hendry e Elijah vs. Frankie Kazarian e Trick Williams | [ 9 ] |
| (c) – refere-se ao(s) campeão(es) indo para a luta |                    |                    |                           |                                | |       |